# Rette mich
«Rette Mich» (англ. Rescue Me) — третій сингл німецького рок-гурту Tokio Hotel з їхнього альбому Schrei (2005 рік). Ця версія синглу «Rette Mich» була перезаписана коли голос Білла Кауліца став нижчим і була включена до альбому Schrei — so laut du kannst. Англомовна версія пісні під назвою «Rescue Me» пізніше була записана для третього студійного альбому Scream. 

## Відеокліп
Дія відбувається у покинутій занедбаній кімнаті. Коли грається друга строфа пісні, стіни починають наближатися. Однак, головна дія відео відбувається у такій само покинутій кімнаті, де співає вокаліст Білл Кауліц. Як тільки він встає, його починає хитати з боку в бік і він не може втримати рівновагу. Багато разів він намагається триматися за різні предмети, проте врешті-решт кидає цю марну справу і його знову починає добряче хитати й кидати в різні сторони; в цей момент решта учасників гурту з'являються в кімнаті.

## Перелік форматів та доріжок
Тут представлені формати та доріжки головних синг-релізів «Rette mich».
- CD-сингл

1. «Rette mich» (відео-версія) — 3:49
2. «Rette mich» (акустична версія) — 3:42

- CD максі-сингл

1. «Rette mich» (відео-версія) — 3:49
2. «Rette mich» (акустична версія) — 3:42
3. «Thema Nr. 1» (демо 2003) — 3:14
4. «Rette mich» (відео)
5. «Durch den Monsun» (live-відео)

## Чарти
| Чарт (2007)                | Максимальна позиція |
| -------------------------- | ------------------- |
| Ö3 Austria Top 40          | 1                   |
| Німецький Singles Chart    | 1                   |
| Швейцарський Singles Chart | 6                   |